# Герб Германской Демократической Республики
Герб Германской Демократической Республики (Герб ГДР) — официальный государственный символ ГДР; один из главных государственных символов наряду с Государственным флагом ГДР и Государственным гимном ГДР.
Герб ГДР символизировал единство рабочего класса, социалистической интеллигенции и крестьянства «первого на немецкой земле государства рабочих и крестьян». Его основу составляли:
- золотой молот, олицетворяющий рабочий класс;
- золотой циркуль, обозначающий интеллигенцию;
- золотой венок пшеницы, который является представлением крестьянства.

Наложенные друг на друга молот и циркуль представляли собой центральную фигуру герба, размещённую на красном поле. Золотой пшеничный венок окаймлял это красное поле, и был обвит лентами национальных цветов «возрождённой Германии» (черно-красно-золотыми). На практике золотой цвет часто заменялся жёлтым. Краткое описание герба Германской Демократической Республики давалось в статье 1 Конституции ГДР.

## История

### Неофициальная эмблема
На монетах, отчеканенных в 1949—1951 гг., в качестве эмблемы использовался колос в сочетании с шестерёнкой (что символизировало единство рабочих и крестьян). Этот символ был взят с готового штемпеля пробной монеты Рейхскомиссариата Украина номиналом 50 копеек, которая так и не поступила в обращение.
В 1950 была утверждена государственная эмблема. Она состояла из молота и венка, потому что по самопониманию ГДР была рабоче-крестьянским государством, в котором рабочие и крестьяне правили в союзе с интеллигенцией и другими слоями. Эмблема была основана на эскизах художника Фрица Берендта, который к тому моменту попал в немилость властей, отбыл короткое заключение как «титоист» и был депортирован в Нидерланды.
В 1952—1953 гг. на монетах изображается новая неофициальная эмблема — молот с циркулем на фоне колосьев.
С 1953 года на документах ГДР использовалась модифицированная эмблема: венок, обвитый лентами цветов немецкого флага, а в центре — молот с циркулем.
На ордене «За заслуги перед Отечеством» (учреждён в 1954 году) изображена гибридная версия эмблемы — использован венок из версии до 1953 года, а центральная часть (молот с добавлением циркуля) — из версии 1953 года. Изображение ордена в дальнейшем не изменялось, несмотря на то, что в 1955 был принят новый герб.
Версия эмблемы, близкая к предыдущей, была изображена на обороте 1-й версии (1954—1968) медали «За спасение жизни» (нем. Rettungsmedaille (DDR)).

### Герб
Законом от 26 сентября 1955 года был введён герб, который базируется на работе Хайнца Белинга (нем. Heinz Behling) как официальный герб ГДР. 
Флаг при этом оставался чёрно-красно-золотым, то есть идентичным с общегерманским флагом. Только с поправкой к закону от 1 октября 1959 года герб стал частью государственного флага ГДР.
Государственный герб одновременно являлся частью герба Национальной Народной Армии и Народной полиции. Показ этого герба в ФРГ и Западном Берлине в течение 10 лет был запрещён и преследовался полицией. Только в 1969 году в ходе «Восточной политики» западногерманское правительство изменило свою позицию. После перемен осени 1989 года в ГДР герб оставался официальным, но Народная палата решением от 31 мая 1990 приказала удалить герб с общественных зданий.
В 2004 Манфред Йенсен, предприниматель из Карлсруэ, зарегистрировал герб ГДР вместе с логотипами СЕПГ и ССНМ как торговую марку, однако решением суда Бюро по патентам и торговым маркам Германии в Мюнхене он вынужден был отказаться от регистрации.

## Галерея

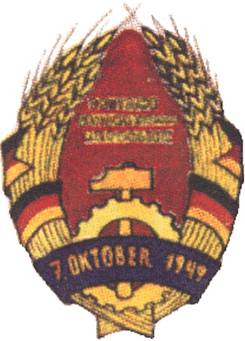
Отвергнутый проект герба Ф. Берендта (1949)
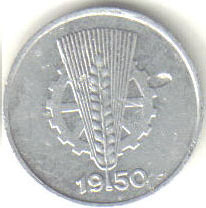
Неофициальная эмблема на монетах ГДР в 1949-1951 гг.
Эмблема ГДР (12 января 1950 — 28 мая 1953)
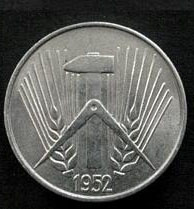
Неофициальная эмблема на монетах ГДР в 1952-1953 гг.
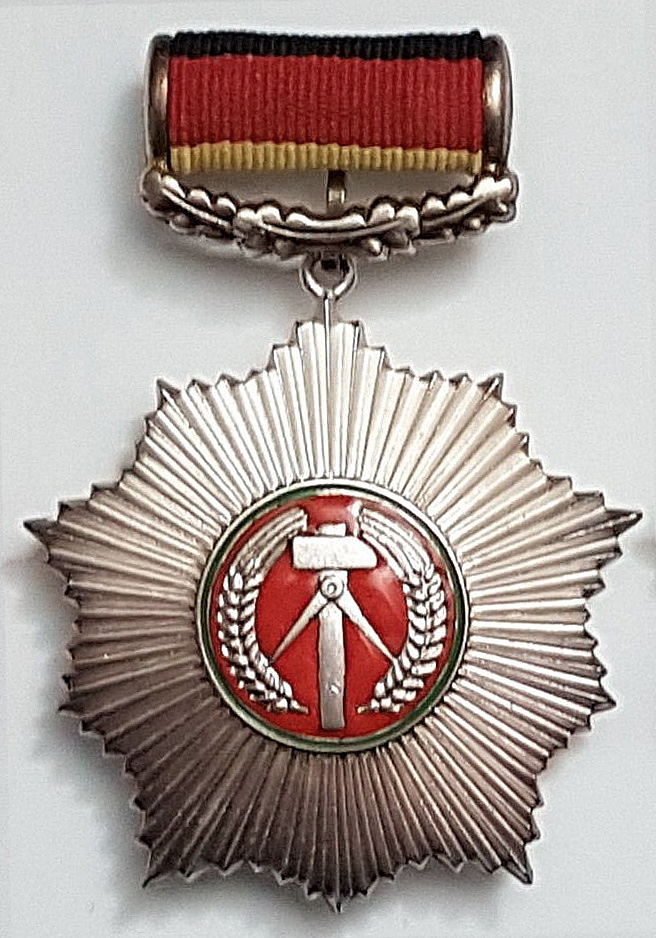
Орден «За заслуги перед Отечеством» (ГДР) с гибридной эмблемой (1954)
Эмблема ГДР (28 мая 1953 — 26 сентября 1955)
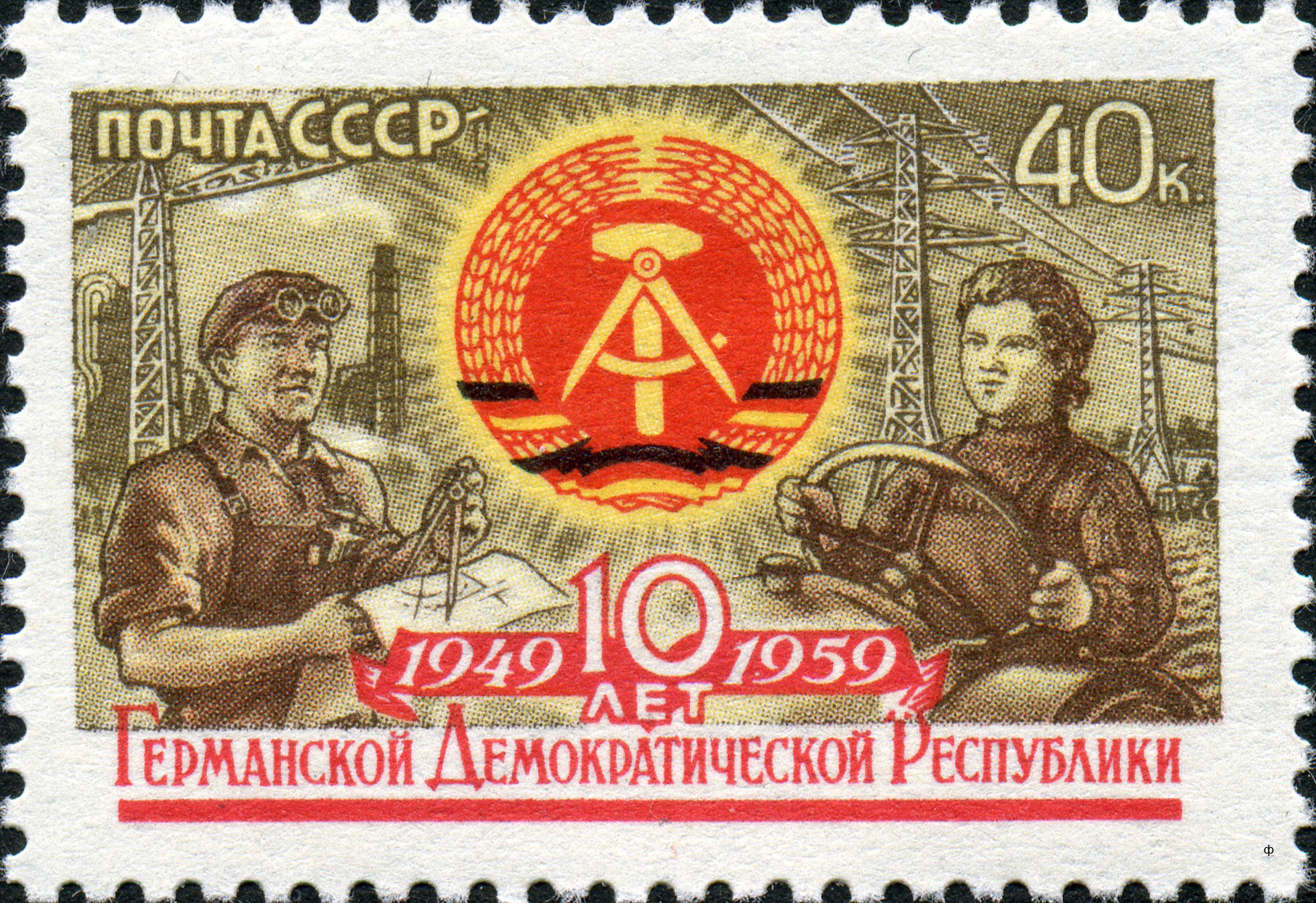
Герб ГДР на почтовой марке СССР 1959 года